# Kom niet aan mijn kinderen (film)
Kom niet aan mijn kinderen is een Nederlandse film uit 2010 van Ron Termaat. Het verhaal voor de film is gebaseerd op het gelijknamige boek van Janneke Schoonhoven. De schrijfster heeft dit ruimschoots gebaseerd op haar eigen belevenissen: twee van haar kinderen (Ammar en Sara, in de film Azim en Bibi) verbleven een tijd lang bij haar ex-man, die hen naar Syrië had meegenomen.
Opnames werden gemaakt in het Noord-Hollandse Hoogwoud, Groningse Oude Pekela en in Tunesië.

## Verhaal
Het is het najaar van 2004 als Hanne (Karina Smulders) haar oudste twee kinderen Azim (Jurgen Bogaert) en Bibi (Fiona Livingston) een weekend afstaat aan haar Syrische ex-man Nizar (Cahit Ölmez), zogenaamd voor een bezoek aan Eurodisney. Haar ex-man belt haar en vertelt dat hij in Damascus is met de kinderen omdat hij in Nederland bedreigd is. Hannes nieuwe vriend Bertus (Tjebbo Gerritsma) vermoedt dat de bewering over de bedreigingen niet waar is. Hanne reist enkele malen met Wouter (Thom Hoffman), een man die gespecialiseerd is in de problematiek van ontvoeringen, naar Damascus, om de kinderen te bezoeken en te proberen een oplossing te vinden. Nizar weigert echter de kinderen af te staan, en volgens het Syrische recht hoeft hij dat ook niet. Hij liegt tegen de kinderen dat Hanne niet meer voor hen wil zorgen, en liegt ook tegen zijn familie, die zich afvraagt waarom Hanne niet meegekomen is.
De kinderen willen terug naar Nederland, en komen erachter dat Hanne hen ook terug wil. Bovendien ontdekt Hanne dat de kinderen mishandeld worden. Ze probeert de kinderen mee te nemen zonder toestemming van Nizar, maar dat mislukt. Personeel van de Nederlandse ambassade vertelt Hanne dat ze niet kunnen meewerken aan ontvoering van de kinderen door de moeder, maar dat als de kinderen in nood zijn en zelf bij de ambassade aankloppen deze hen wel wil bijstaan. Omdat Nizar tegenover de kinderen het ambassadepersoneel afschildert als gemene mensen die ze in een tehuis willen stoppen wordt een ontmoeting geregeld waar de kinderen zien dat het aardige mensen zijn. Hanne geeft de kinderen een mobiele telefoon en adviseert hun op een geschikt moment naar de ambassade te vluchten. Dat doen ze. Hanne heeft vergeten ze geld te geven voor een taxi, maar ze hebben zelf gespaard. Bij de ambassade in de straat aangekomen blijkt ook Nizar gearriveerd. Ze verstoppen zich en bellen Hanne voor advies. Die stelt de ambassade op de hoogte. Ambassadepersoneel nodigt Nizar uit binnen te komen om te verhinderen dat hij de kinderen belet om binnen te komen, waarna de kinderen ook naar binnen geloodst kunnen worden.
Na een maandenlang verblijf op de ambassade in 2006 (niet in de film) kunnen ze dankzij diplomatie op hoog niveau naar Nederland terug.

## Rolverdeling
- Thom Hoffman: Wouter Siemons
- Karina Smulders: Hanne Veenhoven
- Cahit Ölmez: Nizar Zalaq
- Tjebbo Gerritsma: Bertus
- Fiona Livingston: Bibi
- Jurgen Bogaert: Azim
- Klaas Hulst: vader Hanne
- Pieter van der Sman: ambassadeur